# Parvalona
Parvalona is een geslacht van kreeftachtigen uit de klasse van de Branchiopoda (blad- of kieuwpootkreeftjes).

## Soort
- Parvalona parva (Daday, 1905)